# Фиест (Сенека)
«Фие́ст» (лат. Thyestes) — трагедия Луция Аннея Сенеки Младшего. на сюжет из греческой мифологии. Её текст полностью сохранился.

## Сюжет
Трагедия разрабатывает один из эпизодов мифологического цикла о Пелопидах, очень популярный в античной драматургии. При этом «Фиест» Сенеки остаётся единственной из десятка с лишним пьес на этот сюжет, в числе которых трагедии Софокла и Еврипида.
Сын Пелопа Фиест соблазняет жену своего брата Атрея и похищает золотого барана из его стада, чтобы захватить власть в Микенах. Атрей изгоняет его, а позже, чтобы отомстить, притворяется, что всё забыл, возвращает Фиеста на родину и на пиру кормит его мясом его же сыновей. В финале Атрей всё рассказывает брату и смеётся над его проклятием.

## Судьба пьесы
О времени создания «Фиеста», как и других трагедий Сенеки, ничего не известно. Одни исследователи относят пьесы к раннему периоду творчества Луция Аннея, другие — к позднему. Предположительно эти произведения создавались не для постановки на сцене, а для чтения. Из более поздних античных авторов их упоминает только Квинтилиан. В эпоху Средних веков и Раннего Нового времени трагедии Сенеки были единственными произведениями античной драматургии, которые знала европейская публика, они существенно повлияли на становление европейской литературы (в том числе на творчество Уильяма Шекспира и Жана Расина). Начиная с XVIII века их подвергают жёсткой критике за риторичность, дефицит действия, вторичность по сравнению с трагедиями афинских классиков. Наряду с этим есть и другой взгляд на пьесы Сенеки — как на уникальный литературный памятник, появившийся на очередном этапе освоения классического культурного наследия.

## Издание на русском языке
- Луций Анней Сенека. Фиест. Перевод С. А. Ошерова // Луций Анней Сенека. Трагедии. М., 1983. С. 202—232.